# 向精七
向 精七（むかい せいしち、1934年4月8日 - 没年不明）は、日本の元俳優。東京都出身（北海道出生）。東京都立小石川工業高等学校卒。
旧芸名・別名：向井 精七、向井 正人、向 正人。東宝株式会社などに所属していた。

## 人物
俳優引退後は東京調布市でカラオケ専門のスナックバー「カフェ&キッチン ムカイ」のマスターを務めた。
すでに故人であるとされているが、正式な没年月日、没年齢、死因などは判明していない。

## 出演作品

### テレビドラマ
- 白馬童子（1960年）
- ナショナルキッド
  - 第2部「海底魔王ネルコン」 第18話「旗竜作の危機」（1960年） - 警官
  - 第3部「地底魔城」 - 第4部「謎の宇宙少年」 第34回「謎の宇宙少年 第四回」（1961年） - 地底人
- 天下の暴れん坊 猿飛佐助（1961年）
- 少年ケニヤ
  - 第六回（1961年） - ポロ族
  - 第二十三回（1961年） - カゲ族
  - 第二十七回（1961年） - 第三十七回（1962年） - サムサ
  - 第四十回、第四十一回（1962年） - 科学者
- 図々しい奴（1963年） - 池谷
- 特別機動捜査隊
  - 第144話「倒産」（1964年）
  - 第339話「愛情山脈」（1968年） - 平林
  - 第394話「者とホステスと団地婦人」（1969年） - 佐々木
  - 第432話「コタンの女」（1970年） - 河辺
  - 第449話「俺たちは流れ星同志」（1970年） - 支店長
  - 第472話「南紀州を張込め」（1970年） - 竹内
  - 第511話「黒い血」（1971年）
  - 第531話「わが作戦破れたり」（1972年） - 森島
- 戦え! マイティジャック（1968年）
  - 第7話「来るなら来てみろ!!」 - Qの配下
  - 第14話「炎の海を乗り越えろ!」 - 港湾事務所所員
  - 第22話「東京タワーに白旗あげろ」 - 喫茶店のウェイター
- 魔神バンダー（1969年）
- 怪奇大作戦 第21話「美女と花粉」（1969年） - 喫茶店の警察官
- 東京コンバット 第30話「暗闇からの脱出」（1969年）
- 無用ノ介（1969年）
  - 第13話「赤い月下の無用ノ介」 - 下ッ引
  - 第16話「さむらい渡とのら犬無用ノ介」 - 目付配下
- ミラーマン（1972年）
  - 第5話「怪鳥インベラー現わる!」 - 変電所職員
  - 第17話「罠におちたミラーマン」 - 警官 ※ノンクレジット
  - 第32話「今救え! 死の海」 - 学芸員
- ウルトラシリーズ
  - 帰ってきたウルトラマン 第42話「富士に立つ怪獣」（1972年） - ドライバー
  - ウルトラマンA 第43話「冬の怪奇シリーズ 怪談 雪男の叫び!」（1973年） - 塩沢の村人
  - ウルトラマンタロウ
    - 第21話「東京ニュータウン沈没」（1973年） - 警官
    - 第47話「日本の童謡から 怪獣大将」（1974年） - 剣道の先生

  - ウルトラマンレオ 第5話「泣くな! おまえは男の子」（1974年） - 父親
- 飛び出せ!青春 第12話「ガラクタ楽団全員集合!」（1972年）
- 大江戸捜査網 第2シリーズ 第7話「天狗を見た娘」（1972年）
- 恐怖劇場アンバランス（1973年）
  - 第9話「死体置場（モルグ）の殺人者」 - 村田信介
  - 第10話「サラリーマンの勲章」 - 森勝男
- 太陽にほえろ! 第35話「愛するものの叫び」（1973年） - 酔っぱらい収容所職員
- 水滸伝
  - 第3話「熱砂の決斗」（1973年） - 陳
  - 第15話「二人の魯達」（1974年） - 塩売り
- ジャンボーグA 第46話「サタンゴーネ最後の大進撃!」（1973年） - ガードマン（PAT基地）
- 幡随院長兵衛お待ちなせえ 第1話「長兵衛誕生」（1974年）
- 大河ドラマ / 燃えよ剣 第一部（1990年） - 侍
- 特警ウインスペクター 第47話「億ションの甘い罠」（1991年） - 犯罪組織の男

### テレビアニメ
1968年
- ゲゲゲの鬼太郎（1968年 - 1969年）